# Yangjiaba
Yangjiaba (kinesiska: 杨家坝乡, 杨家坝) är en socken i Kina. Den ligger i provinsen Sichuan, i den sydvästra delen av landet, omkring 520 kilometer söder om provinshuvudstaden Chengdu. Antalet invånare är 8 806. Befolkningen består av 4 313 kvinnor och 4 493 män. Barn under 15 år utgör 20,0 %, vuxna 15-64 år 66 %, och äldre över 65 år 13,0 %.
Genomsnittlig årsnederbörd är 1 003 millimeter. Den regnigaste månaden är juli, med i genomsnitt 267 mm nederbörd, och den torraste är januari, med 4 mm nederbörd.